# Pedra Chantada
La Pedra Chantada est un mégalithe datant du Chalcolithique situé près de la commune de Vilalba, dans la province de Lugo en Galice.

## Situation
Il est situé dans le hameau de O Carrizo, à environ huit kilomètres au nord-ouest de Vilalba.

## Description
Il s'agit d'un menhir à cupules mesurant environ 2,50 m de hauteur.